# Charles Donohoe
Charles Donohoe, est un joueur de tennis australien. 
Il a notamment remporté les Internationaux d'Australie en 1931, en double messieurs (avec Roy Dunlop) .

## Palmarès

### Titre en double messieurs
| No | Date       | Nom et lieu du tournoi          | Catégorie | Surface      | Partenaire | Finalistes                 | Score                   |          |
| -- | ---------- | ------------------------------- | --------- | ------------ | ---------- | -------------------------- | ----------------------- | -------- |
| 1  | 27-02-1931 | Australian Championships Sydney | G. Chelem | Gazon (ext.) | Roy Dunlop | Jack Crawford Harry Hopman | 8-6, 6-2, 5-7, 7-9, 6-4 | Parcours |